# Бой при Лабиау (1813 год)
Бой при Лабиау — боестолкновение арьергарда корпуса  Макдональда под командованием генерала Башелю с авангардом корпуса Витгенштейна под командованием генерала Шепелева,  состоявшееся 3 января 1813 года у Лабиау.

## Предыстория
Части разбитой великой армии Наполеона покидали пределы Российской Империи. 31 декабря 1812 года ослабленный отделением прусских войск Йорка, французский корпус Макдональда быстрым маршем направлялся из Тильзита по шоссе на Кёнигсберг. 
28 декабря 1812 года войска графа  Витгенштейна заблаговременно переправились через Неман у  Юрбурга.  Замысел Витгенштейна состоял в том, чтобы перерезать Инстербургскую и Кёнигсбегскую дороги, запереть корпус Макдональда в углу, который образует  Куршский залив и нижнее течение Немана.  Однако, реализация замысла была сорвана очень плохим состоянием дорог с «выбоинами» из-за наступившей оттепели.  1 января 1813 года Макдональд отступил к Мелаукену,  корпус Витгенштейна занял Шиллен. Передовой отряд корпуса Витгенштейна под командованием генерал-адъютанта Голенищева-Кутузова, а также авангард корпуса под командованием генерал-майора Шепелева заняли  Скайсгиррен. Всюду русские были встречены ликованием «восторженных прусаков», «как избавители от нестерпимого ига».
Общая диспозиция русских войск была следующая: Витгенштейн  основные силы  направил к Велау и Фридланду с тем, чтобы перерезать пути сообщений наполеоновских войск между  Данцигом  и Кёнигсбергом. Дунайская армия Чичагова шла левее на Гумбинен и Инстербург. Еще левее шли отряды, наблюдавшие отход Шварценберга.
2 января 1813 года Голенищев – Кутузов с 4000 человек кавалерии был направлен к Велау, чтобы перерезать движение дивизии генерала Гёделе, выступившего из Кёнигсберга.  Макдональд отступил к Лабиау. Шепелев (6500 чел. пехоты и 1500 кавалерии с 18 орудиями) получил приказ атаковать силы Макдональда у Лабиау.

## Ход боя
3 января 1813 года разъезды выявили наличие французского арьергарда перед  Лабиау.  Шепелев немедленно дал команду о подготовке к атаке. Он разбил войска на три колонны. Средняя колонна должна была атаковать французский арьергард с фронта. Левая и правая колонны состояли в большей части из кавалерии. Они должны были атаковать с флангов.
Первая атака русских войск не принесла успеха. Французы стойко оборонялись. Однако, действие русской артиллерии вынудило французов оставить Лабиау. Французский арьергард медленно отступил к деревне Теут.  Давление кавалерии и пехотных Литовского, Тенгинского полков нарастало.  Французский арьергард оставил деревню Теут и выступил на дорогу к Кёнигсбергу. Легкая кавалерия продолжала несколько верст преследовать французский арьергард, отбив три пушки.

## Итог
Потери французов составили 500 человек пленными. Потери русских войск составили 350 человек убитыми и ранеными.  4 января 1813 года войска Макдональда прибыли в Кёнигсберг.